# مخرجات

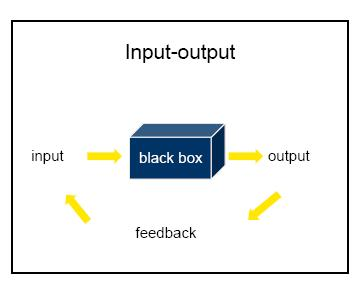
المدخلات والمخرجات والتغذية الراجعة

المُخْرَجَات هي ناتج العملية الإنتاجية، أي المنتجات. مع العلم أن مراحل العملية الإنتاجية هي: مدخلات، عملية إنتاجية، ثم مخرجات.
ويمكن استخدام المخرجات (نواتج العملية الإنتاجية) كمدخلات في عمليات أخرى، ويمكن أن تطرح كمنتجات نهائية في الاقتصاد.
وتختلف المخرجات باختلاف العناصر المكونة لها من صناعة إلى أخرى.